# Larnaud
Larnaud é uma comuna francesa na região administrativa de Borgonha-Franco-Condado, no departamento de Jura. Estende-se por uma área de 10,67 km². Em 2010 a comuna tinha 618 habitantes (densidade: 57,9 hab./km²).